# Sainte-Pazanne

Sainte-Pazanne este o comună în departamentul Loire-Atlantique, Franța. În 2009 avea o populație de 5,266 de locuitori.